# Сладкова, Елена Степановна
Елена Степановна Сладкова — советский хозяйственный, государственный и политический деятель, полный кавалер ордена Трудовой Славы.

## Биография
Родилась в 1945 году в деревне Битьково Новоторжского района (ныне — Торжокского района) Калининской области (ныне — Тверской области) России. Член КПСС.
С 1962 года — на хозяйственной, общественной и политической работе. В 1962—2002 гг. — работница обувной фабрики в городе Торжок Калининской области, прядильщица искусственного волокна прядильного цеха Балаковского комбината искусственного волокна, аппаратчица Светлогорского производственного объединения «Химволокно» имени 60-летия Великого Октября Министерства химической и нефтеперерабатывающей промышленности СССР.
Указами Президиума Верховного Совета СССР от 24 апреля 1975 и от 6 апреля 1981 года награждена орденами Трудовой Славы III и II степеней.
За большой личный вклад в дело совершенствования техники и технологии производства была в составе коллектива удостоена Государственной премии СССР 1982 года.
Указом Президиума Верховного Совета СССР от 31 июля 1990 года за выдающиеся достижения в повышении производительности труда, большой личный вклад в производство высококачественной продукции, активное участие в освоении и использовании новой техники и прогрессивной технологии награждена орденом Трудовой Славы I степени.
Делегат XXVI съезда КПСС.
Живёт в Светлогорске Гомельской области Беларуси.

## Награды
Кавалер Орденов Трудовой Славы I, II, III степеней (1975, 1981, 1990).
За выдающиеся достижения в труде удостоена Государственной премии СССР за 1982 год.

## Звания
- Почётный гражданин города Светлогорска (12.09.1991)[1].
- Занесена в Книгу трудовой славы Министерства химической промышленности.